# Food, Inc.
Food, Inc. (engl., dt. sinngemäß Nahrungs AG) ist ein US-amerikanischer Dokumentarfilm des Produzenten und Regisseurs Robert Kenner sowie der Journalisten Eric Schlosser und Michael Pollan aus dem Jahr 2008.
Der Film kritisiert eine Monopolisierung der Lebensmittelindustrie, die bestimme, was von der Bevölkerung verzehrt werde und was diese über die Nahrungsmittelproduktion wissen solle. Es wird kritisiert, dass insbesondere die Folgen einer Fehlernährung für die Masse der Bevölkerung von der Industrie verschwiegen würden. Der Film ruft die Zuschauer dazu auf, sich hiergegen zu wehren. Als alternative Modelle werden ländliche Kooperativen gezeigt, die extensive Landwirtschaft und artgerechte Haltung betreiben.

## Filminhalt
Ein durchschnittlicher amerikanischer Supermarkt führt 47.000 Produkte. Für die trügerische Vielfalt sind nur wenige marktbeherrschende Firmen verantwortlich. Gab es 1970 noch tausende Schlachthöfe in den USA, so sind heute nur noch sehr wenige (<30) Schlachthöfe für die US-Fleischproduktion verantwortlich. In der Geflügelproduktion werden die Tiere heute in der Hälfte der Zeit doppelt so schwer, so dass ihre Knochen das Gewicht der Fleischmassen nicht mehr tragen können. Durch hohe Kredite werden Hühnerhalter von großen Fleischkonzernen abhängig. Deren Vorgaben sind riesige Hallen ohne Tageslicht und kein Zugang für Filmemacher. Auf dem US-Saatgutmarkt hat Monsanto die Vorherrschaft. 90 % aller Sojabohnen in den USA enthalten von Monsanto patentierte Gene. In den USA gibt es keine Kennzeichnung für GVO mit der Folge, dass heute 70 % aller dort verarbeiteten Produkte gentechnisch veränderte Zutaten enthalten. Bei dieser Entscheidung waren ehemalige Mitarbeiter von Monsanto (als Regierungsbeauftragte) federführend. Mais wird in den USA stark subventioniert und ist damit sehr preisgünstig. 90 % aller industriell hergestellten Nahrungsmittel enthalten Mais oder Soja bzw. daraus hergestellte Inhaltsstoffe. Vor allem wird es jedoch als Futtermittel verwendet. Bei Rindern hat dies bedrohliche Folgen, da diese von Natur aus Grasfresser sind. Es kommt zur Vermehrung von Escherichia coli-Bakterienstämmen im Pansen, von denen einige (nach Mutationen) für den Menschen tödlich sein können. Die Verbreitungswege solcher Infektionen lassen sich dann kaum noch nachvollziehen (im Fleisch eines Hamburgers können Anteile von über 1.000 Rindern enthalten sein). Aufgrund der subventionierten Grundstoffe aus Mais können bspw. die üblichen Fast-Food-Produkte deutlich günstiger angeboten werden als gesunde Zutaten für selbst zubereitetes Essen (z. B. frisches Gemüse). Die überreichlich mit Zucker versehenen Lebensmittel führen dazu, dass jeder 3. nach dem Jahr 2000 geborene US-Amerikaner zuckerkrank wird (bzw. schon ist, das Ausmaß bei den Jugendlichen – insbesondere aus den nicht reichen Schichten – ist erschreckend hoch). Die Großkonzerne versuchen dabei zu verhindern, dass die Verbraucher erfahren, wie ihr Essen hergestellt wird. Auch der Verbraucherschutz bedroht die Profitinteressen. Daher arbeiten starke Lobbyisten am Aufweichen oder Verhindern/Verzögern solcher Regulierungen. Beispielsweise müssen selbst mehrfach bei Kontrollen auffällig gewordene Produktionsstätten nicht geschlossen werden. Die Anzahl von Betriebskontrollen ist von 1972 (~50.000) bis 2006 (< 10.000) deutlich zurückgegangen. Geplant ist unter anderem ein Gesetz, welches das Filmen von Intensivtierhaltung bei Strafe verbietet. Kritiker werden mit Gerichtsprozessen mundtot gemacht.

## Kritik
Der Film wurde von den Kritikern mehrheitlich gut rezensiert. Das American Meat Institute hat eine Gegenkampagne gestartet und auch Monsanto hat eine eigene Website zu dem Film eingerichtet.

## Auszeichnungen
- 4. Platz beim 35. Seattle International Film Festival[5]
- Oscar-Nominierung in der Kategorie bester Dokumentarfilm bei den 82. Academy Awards (Oscar 2010)[6]
- Orwell Award 2010 für Michael Pollan